# Колхеті-1913
Колхеті-1913 (груз. კოლხეთი-1913) — грузинський футбольний клуб з Поті. Виступає у вищій лізі чемпіонату Грузії. Домашні матчі грає на стадіоні «Фазісі». Заснований у 1913 році. Раніше клуб називався «Колхіда». За радянських часів виступав у класі «Б» і другій лізі.

## Досягнення
- Чемпіонат Грузинської РСР
  -  Чемпіон (2): 1978, 1988

- Друга ліга СРСР
  -  Срібний призер (1): 1989
  -  Бронзовий призер (4): 1982, 1983, 1984, 1987

- Ліга Умаглесі
  -  Срібний призер (2): 1993/94, 1996/97
  -  Бронзовий призер (3): 1994/95, 1995/96, 1997/98

- Ліга Пірвелі
  -  Срібний призер (1): 2010

## Статистика виступів у єврокубках
| Сезон   | Змагання        | Раунд         | Країна             | Клуб              | Вдома | На виїзді |
| ------- | --------------- | ------------- | ------------------ | ----------------- | ----- | --------- |
| 1996    | Кубок Інтертото | Груповий етап | Югославія          | Земун             | 2–3   | X         |
|         |                 | Груповий етап | Фінляндія          | Яро               | X     | 0–2       |
|         |                 | Груповий етап | Франція            | Генгам            | 1–3   | X         |
|         |                 | Груповий етап | Румунія            | Динамо (Бухарест) | X     | 0–2       |
| 1997/98 | Кубок УЄФА      | 1КВ.Р.        | Білорусь           | Динамо (Мінськ)   | 2–1   | 0–1       |
| 1998/99 | Кубок УЄФА      | КР            | Югославія          | Црвена Звезда     | 0–4   | 0–7       |
| 1999    | Кубок Інтертото | 1Р            | Північна Македонія | Цементариця       | 0–4   | 2–4       |